# Sean O'Hair

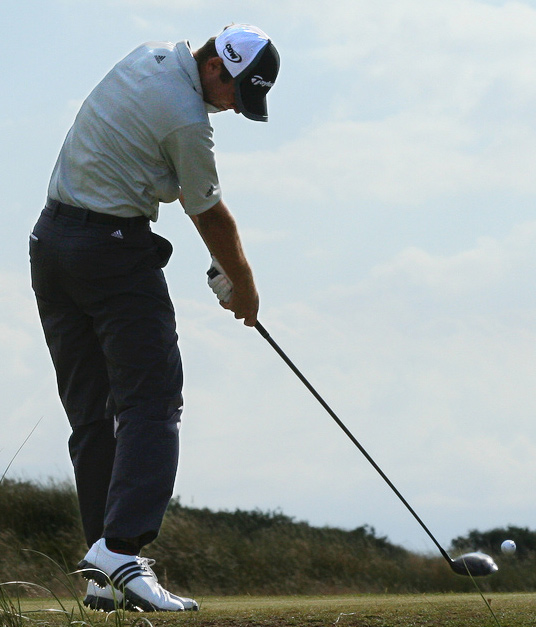
2008

Sean O'Hair (Lubbock, Texas, 11 juli 1982) is een professioneel golfer uit de Verenigde Staten.

## Professional
O'Hair werd in 1999 professional. Het duurde vijf jaar voordat hij via de Tourschool erin slaagde zich te kwalificeren voor de Amerikaanse PGA Tour, maar daardoor deed hij veel ervaring op bij de Nationwide Tour, de iets lagere Gateway Tour en de Cleveland Golf Pro Tour, waar hij twee overwinningen behaalde. In die periode trouwde hij ook.
Zijn rookiejaar was een succes, hij behaalde zijn eerste overwinning en verdiende dat seizoen ruim $2.000.000. Hij werd ook Rookie of the Year.

In 2006 had hij problemen met zijn vader, hetgeen in de pers beschreven werd. Zijn golf ging minder goed, hoewel hij op de Majors goed speelde. Hij werd 26ste op het US Open, 14de op het Brits Open en 12de bij het Amerikaans PGA Kampioenschap.

In 3007 eindigde hij vaak in de subtop, maar er kwam geen overwinning. In 2008 en 2009 wel. 
Eind 2009 stond O'Hair op de 9de plaats van de Amerikaanse Order of Merit en in de top 15 van de Official World Golf Ranking.

### Gewonnen

#### New England Pro Golf Tour
- 2003: Blackstone Open
- 2004: Sterling Open

#### Elders
- 2004: Vermont Open

#### PGA Tour
- 2005: John Deere Classic
- 2008: PODS Championship (-4)
- 2009: Quail Hollow Championship

### Teams
- Presidents Cup: 2009 (winnaars)